# 卢伊巴

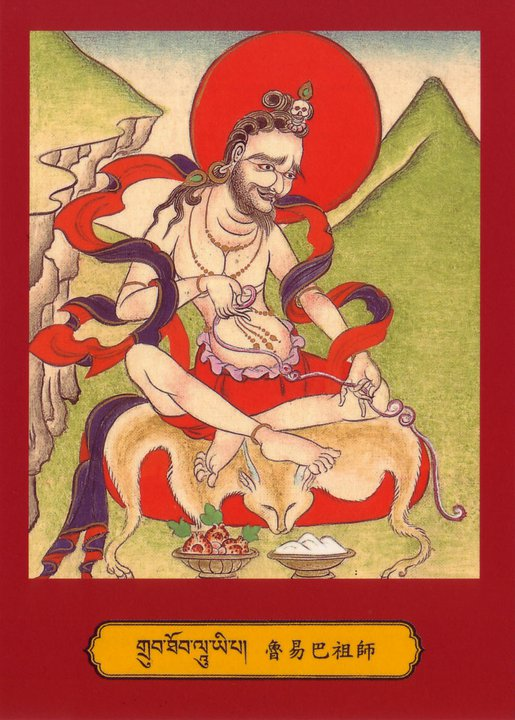

卢伊巴（梵語：、；藏語：ཉ་ལྟོ་ཞབས།，威利转写：nya lto zhabs，THL：nya to zhap，藏语拼音：Nyadoxab），古印度人，佛教人士。藏传佛教八十四大成就者之首。卢伊巴意为「食鱼内脏者」。
咕噜卢伊巴出生王子，后放弃权位，选择乞食为生。后在集市中恰遇为空行母的贩酒店女掌櫃，其施舍腐食给王子，王子见该食生厌。空行母批评其若有分别心，难以修行佛法。王子于是抛弃己见，寻求解脱之道。专食渔人抛弃的鱼内脏，并修行十二年。之后证得成就。

## 延伸阅读
- Chattopadhyaya, Alaka, Churashi Siddhar Kahini (in Bengali), Anushtup, Kolkata, 1998, ISBN 81-85479-68-2.